# Matelea pseudobarbata
Matelea pseudobarbata är en oleanderväxtart som först beskrevs av Henri François Pittier, och fick sitt nu gällande namn av R. E. Woodson. Matelea pseudobarbata ingår i släktet Matelea och familjen oleanderväxter. Inga underarter finns listade i Catalogue of Life.